# Phodoryctis caerulea
Phodoryctis caerulea är en fjärilsart som först beskrevs av Edward Meyrick 1912.  Phodoryctis caerulea ingår i släktet Phodoryctis och familjen styltmalar.
Artens utbredningsområde är:
- Fiji.
- Guam.
- Sri Lanka.
- Taiwan.
- Tanzania.

Inga underarter finns listade i Catalogue of Life.

## Bildgalleri

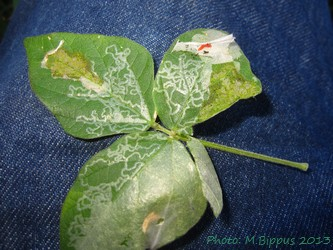